# La musica del sangue
La musica del sangue (Blood Music) è un romanzo di fantascienza apocalittica di Greg Bear del 1985 riconducibile al filone cyberpunk. È stato originariamente pubblicato come racconto nel 1983, vincendo sia il premio Hugo, sia il Nebula. Successivamente la storia è stata ampliata in un vero e proprio romanzo, vincendo in tale edizione nel 1986 il premio Apollo.
È stato inizialmente pubblicato in Italia con il titolo di L'ultima fase nel 1987 e ristampato nel 1997 con il titolo originale inglese tradotto come La musica del sangue.

## Storia editoriale
La prima versione della storia fu pubblicata nel giugno del 1983 in forma di racconto nella rivista Analog Science Fiction and Fact, vincitore del premio Hugo come miglior racconto e del premio Nebula nell'analoga categoria.
In seguito, su suggerimento di John F. Carr, di David Brin e dell'allora direttore della rivista Analog, Stanley Schmidt, l'autore decise di sviluppare in un romanzo il tema principale del racconto. Il romanzo così ampliato fu candidato al Premio Nebula per il miglior racconto nel 1985 e ai premi Campbell, Hugo e al premio della British Science Fiction Association nel 1986 vincendo, in quest'ultimo anno, il premio Apollo.
Il romanzo è costituito da quattro capitoli intitolati profase, metafase, anafase e telofase, nomi che derivano dalle diverse fasi della mitosi.

## Trama
(Greg Bear, L'ultima fase)
Vergil Ulam è uno scienziato brillante, ma che non riflette particolarmente sulle possibili conseguenze del proprio lavoro. Infatti porta avanti, all'insaputa della società per cui lavora, un esperimento biologico per migliorare la struttura di alcuni microorganismi da poter poi utilizzare per riscattarsi agli occhi del mondo. Non appena ha la certezza che il suo progetto è destinato al successo, si mette in contatto con il dottor Michael Bernard, famoso e ricco biologo, per proporgli di sovvenzionare le sue ricerche. La dirigenza della Genetron tuttavia decide di licenziarlo non appena scopre la sua condotta pericolosa e infedele.
Vergil messo alle strette, prima di lasciare il laboratorio, decide di iniettarsi nel corpo i linfociti modificati che aveva coltivato, per poi trovare il modo di estrarli nuovamente e studiarli fuori dalla Genetron. Diversi giorni dopo il suo corpo inizia a mutare finché i linfociti, da lui ribattezzati "noociti", si mettono direttamente in contatto con lo scienziato. Il loro linguaggio è particolare ma è chiaro che si sono moltiplicati e hanno preso il sopravvento sul povero Vergil che non può fare altro che attendere la sua fine. Aiutato da un suo vecchio amico dell'università, il medico Edward Milligan, riesce a rimettersi in contatto con la Genetron e con il dottor Bernard, nel frattempo assunto dalla società per collaborare, chiedendo loro di poter essere studiato. Ma il suo amico medico conscio che Vergil sta per contaminare con i noociti l'intera città, preso dal terrore lo uccide, intuendo anche che deve fermare i linfociti intelligenti prima che tentino di spargersi per il mondo come un virus. Vergil però ha passato i microorganismi anche alla sua ragazza ormai trasformata in una creatura informe, e Milligan non riesce ad arginare l'infezione che si propaga attraverso l'impianto idrico e fognario.
I noociti sembrano essere in grado di comunicare tra loro e, all'occorrenza, lasciare persino i corpi che li contengono. In pochi giorni il Nord America si trasforma in un continente fantasma. L'intera popolazione, tranne pochi individui, si è liquefatta e ora, grazie al coordinamento dei noociti, ha assunto l'aspetto di un manto marrone che avvolge qualsiasi cosa, modificando allo stesso tempo il paesaggio. Le città non esistono più, animali e piante sono scomparsi. Il dottor Bernard fortunatamente fuggito poco prima della trasformazione finale si rifugia in Germania chiedendo asilo ad un suo amico scienziato di una potente azienda farmaceutica, Heinz Paulsen-Fuchs; l'uomo ha scoperto infatti che i noociti sono penetrati anche nel suo corpo e decide quindi di dare all'Europa la possibilità di combattere l'epidemia.
I pochi sopravvissuti del Nord America, ovvero la madre di Vergil, una ragazzina di nome Suzy McKenzie e due gemelli, scoprono il motivo per cui non sono mutati: il loro metabolismo, differente da quello degli altri ha impedito ai noociti di assimilarne i corpi senza arrecare loro danni irreparabili. Gli esseri umani contaminati si sono fusi tra di loro e riescono a comunicare con i sopravvissuti; in particolare a Suzy viene chiesto se vuole continuare a rimanere umana o trasformarsi come tutti gli altri, scelta che la ragazzina prende decidendo di restare umana.
Intanto in Germania inizia un picchettaggio fuori dai laboratori che tengono il dottor Bernard prigioniero. La situazione si aggrava e da un momento all'altro il laboratorio può venire chiuso. Intanto il dottor Bernard si mette in contatto con i noociti che gli comunicano che hanno impiegato tanto a trasformare il suo corpo per via dell'isolamento che lo aveva tenuto separato dai noociti più compiutamente organizzati nel frattempo evolutisi nel Nord America. I noociti comunicano con Bernard e lo informano o che ora il tempo della trasformazione finale è giunto, visto che dovranno fuggire dal pericolo di venire uccisi. Gli spiegano che non c'è motivo di preoccuparsi e che grazie alla mutazione potrà vivere in eterno. Inoltre gli mostrano che scindendosi in super microorganismi potrà avere accesso a tutta la memoria del mondo accumulata nel super organismo e potrà persino vivere in un "universo pensato", una sorta di realtà virtuale in cui può tornare ad essere umano e rivivere esperienza passate o scaturite dalla sua fantasia. Il dottor Bernard si abbandona quindi alla mutazione e fugge dal laboratorio.
I noociti prendono possesso del pianeta, secondo la teoria del principio antropico, semplicemente attraverso il pensiero, mutando le fondamenta della fisica grazie alla volontà comune. In questo modo il clima cambia rapidamente e i pochi esseri umani sopravvissuti attraversano un periodo buio. Ma alla fine un ultimo mutamento pone fine a tutte le sofferenze.

## Personaggi
Vergil UlamIl protagonista del romanzo. Giovane scienziato specializzato in biotecnologie, arrivista, egoista e dal comportamento irresponsabile. I suoi esperimenti, condotti senza controllo, causeranno il diffondersi inarrestabile dell'epidemia.
Michael BernardRicco e affermato scienziato, accetta di sovvenzionare gli esperimenti di Vergil. Contagiato dai noociti, si rifugia in Germania.
Candice RhineLa ragazza di Vergil, rimane fatalmente contaminata dal fidanzato.
Gerald T. HarrisonUno dei soci fondatori della Genetron, società specializzata in biotecnologie.
Edward MilliganAmico dell'università di Vergil, inizialmente tenta di aiutarlo ma, una volta resosi conto della pericolosità dei suoi propositi dell'amico, tenta di fermarlo uccidendolo.
Heinz Paulsen-FuchsCollega di Michael Bernard, presidente di una società tedesca all'avanguardia nelle biotecnologie.
Suzy Mc KenzieUna delle poche scampate all'epidemia nel Nord America. Assiste impotente all'ecatombe.

## Edizioni
- Greg Bear, Blood Music, Harbor House, 1985, ISBN 0-87795-720-7.
- Greg Bear, L'ultima fase, traduzione di Gianluigi Zuddas, collana Cosmo Argento n° 178, Editrice Nord, 1987,  p. 256, ISBN 88-429-0180-6.
- Greg Bear, La musica del sangue, traduzione di Gianluigi Zuddas, collana Cosmo Narrativa n° 97, Editrice Nord, 1997,  p. 256, ISBN 88-429-0994-7.